# Zahrádka (Teplá)
Zahrádka (německy Sahrad či Sahrat) je malá vesnice, část města Teplá v okrese Cheb v Karlovarském kraji. Nachází se asi sedm kilometrů jihovýchodně od Teplé. Zahrádka leží v katastrálním území Zahrádka u Starého Sedla o rozloze 3,58 km².

## Historie
První písemná zmínka o vesnici pochází z roku 1183. V roce 1273 potvrdil držení vesnice premonstrátům kláštera Teplá papež Řehoř X. V 16. století prodali premonstráti Zahrádku, Křivce a Staré Sedlo Janovi Loketskému z Bezdružic, po čase se však tyto obce opět vrátily mezi majetky tepelských premonstrátů. Farností spadala Zahrádky pod farnost Křivce a na tamním hřbitově byli zahrádečtí občané také pohřbíváni. V roce 1872 byla ve vesnici postavena jednotřídní škola. Zahrádka patřila později pod farnost Kláštera Teplá, ta však existovala jen do roku 1950, do obsazení kláštera armádou. Po druhé světové válce a odsunu německého obyvatelstva došlo jen k částečnému dosídlení. Několik původních selských dvorů se dochovalo zásluhou vlny chalupaření, která zde probíhala zejména v 70. a 80. letech 20. století.

## Přírodní poměry
Vesnice leží v nadmořské výšce přibližně 630 m v Tepelské vrchovině v povodí Nezdického potoka.
Asi 700 metrů severně od zástavby vesnice vyvěrá minerální pramen Zahrádecká kyselka.

## Obyvatelstvo
Při sčítání lidu v roce 1930 zde žilo 122 obyvatel, všichni německé národnosti, kteří se hlásili k římskokatolické církvi.
| Rok                                                            | 1869 | 1880 | 1890 | 1900 | 1910 | 1921 | 1930 | 1950 | 1961 | 1970 | 1980 | 1991 | 2001 | 2011 | 2021 |
| -------------------------------------------------------------- | ---- | ---- | ---- | ---- | ---- | ---- | ---- | ---- | ---- | ---- | ---- | ---- | ---- | ---- | ---- |
| Počet obyvatel                                                 | 143  | 156  | 162  | 159  | 138  | 131  | 122  | 48   | 48   | 40   | 29   | 9    | 17   | 13   | 9    |
| Počet domů                                                     | 24   | 25   | 25   | 25   | 24   | 24   | 25   | 17   | -    | 10   | 7    | 6    | 10   | 11   | 9    |
| Počet domů v roce 1961 je zahrnut v počtu domů ve Starém Sedle |      |      |      |      |      |      |      |      |      |      |      |      |      |      |      |

## Obecní správa
Při sčítání lidu v letech 1850–1879 Zahrádka byla osadou obce Staré Sedlo v okrese Teplá. V letech 1880–1949 byla samostatnou obcí, se kterým patřila nejprve do okresu Teplá, ale v roce 1950 v okrese Toužim. V letech 1961–1974 byla opět částí obce Staré Sedlo v okrese Karlovy Vary. Od 1. ledna 1975 je částí města Teplá v okrese Karlovy Vary, ale od 1. ledna 2007 v okrese Cheb.

## Pamětihodnosti
- Na návsi stávala barokní kaple svatého Jana a Pavla z roku 1782, v níž byl umístěn obraz Milostné Panny Marie. Po roce 1945 přestala být udržována a někdy v 70. nebo 80. letech 20. století byla zbořena.
- Brány usedlostí čp. 9 a 11
- Usedlost čp. 2